# Nils-Eric Johansson
Nils-Eric Johansson (* 13. Januar 1980 in Stockholm), auch „Nisse“ genannt, ist ein ehemaliger schwedischer Fußballspieler. Der Abwehrspieler, der mit dem FC Bayern München den deutschen Meistertitel, den Blackburn Rovers den League Cup und mit AIK Solna 2009 das schwedische Double aus Meisterschaft und Landespokal gewann, debütierte 2002 in der A-Nationalmannschaft.

## Karriere

### Beginn
Johansson begann bei IFK Viksjö, einem Sportverein in der Gemeinde Järfälla in der Provinz Stockholms län, mit dem Fußballspielen und wechselte 1995 zum Stockholmer Klub IF Brommapojkarna, der für seine Jugendarbeit bekannt ist. Nach zwei Jahren verließ er den Klub in Richtung AIK Solna. Auch hier währte sein Aufenthalt nur kurz, da er im Sommer von der Jugendabteilung des mehrfachen Schwedischen Meisters zum deutschen Rekordmeister FC Bayern München wechselte.

### Im Ausland und in der Nationalmannschaft
Beim FC Bayern München spielte Johansson anfangs in der A-Jugend und später in der Amateurmannschaft in der Regionalliga Süd. Am 15. Mai 1999 (32. Spieltag) debütierte er bei der 0:2-Niederlage im Auswärtsspiel gegen den 1. FC Nürnberg als Einwechselspieler für Thomas Linke ab der 82. Spielminute in der Bundesliga. Am 29. Mai 1999 (34. Spieltag) kam er beim 2:1-Sieg im Auswärtsspiel gegen Leverkusen zu einem weiteren Kurzeinsatz; er wurde in der 82. Minute für Lothar Matthäus eingewechselt. In der Folgesaison kam er jedoch nicht mehr in der Profimannschaft zum Einsatz, spielte aber regelmäßig in der zweiten Mannschaft. Parallel hatte er sich in die schwedische U-21-Mannschaft gespielt, in der er im Gegensatz zum Klub einen Stammplatz in der Abwehrreihe erkämpfen konnte.
Im Sommer 2000 schloss sich Johansson dem 1. FC Nürnberg an. Beim „Club“ erhielt er von Trainer Klaus Augenthaler an der Seite von Marek Nikl, Tomasz Kos und Frank Wiblishauser einen Stammplatz in der Abwehrkette. Einzig aus seinen zehn im Saisonverlauf erhaltenen gelben Karten resultierenden zwei Spielen Sperre kam er auf 32 Saisoneinsätze in der 2. Bundesliga und trug mit Toren gegen Arminia Bielefeld und Borussia Mönchengladbach zum ersten Platz in der 2. Bundesliga und dem daraus resultieren Wiederaufstieg des fränkischen Klubs bei. Auch in der Bundesliga hielt er sich in der Stammformation und kam bis Ende September zu acht Einsätzen in der ersten Liga. Zum 1. Oktober verließ er Deutschland und wechselte für acht Millionen DM in die Premier League zu den Blackburn Rovers.
Für seinen neuen Klub debütierte Johannson am 10. Oktober beim 2:1-Erfolg über den FC Middlesbrough im League Cup, vier Tage später stand er beim 7:1-Sieg über West Ham United erstmals in der Premier League auf dem Spielfeld. Mit der von Trainer Graeme Souness betreuten Mannschaft um Spieler wie Brad Friedel, Damien Duff, Andy Cole und Henning Berg zog er ins Endspiel um den League Cup ein, in dem er am 24. Februar durch Tore von Cole und Matthew Jansen bei einem Gegentreffer von Christian Ziege mit einem 2:1-Erfolg gegen Tottenham Hotspur der Titel gewann. In der Folge berücksichtigte das schwedische Nationaltrainerduo Tommy Söderberg und Lars Lagerbäck Johansson in der Nationalmannschaft. Beim ersten Länderspiel im Anschluss an die Weltmeisterschaft 2002, einem 1:1-Unentschieden gegen die russische Nationalmannschaft debütierte er als Einwechselspieler für Johan Mjällby im Nationaltrikot. Bis zum Jahresende konnte er sich im Kader der Auswahlmannschaft halten.
In der Premier-League-Spielzeit 2003/04 verlor Johansson seinen Stammplatz. Im Januar meldete daher AIK erstmals Interesse an einer Verpflichtung des Schweden, da der Klub nach den Abgängen von Benjamin Kibebe, Gary Sundgren und Karl Corneliusson Lücken in der Abwehr aufwies. Ein Transfer kam letztlich nicht zustande. Nachdem er sich mit der Mannschaft bis Saisonende nur im Abstiegskampf wiedergefunden hatte, übernahm zur folgenden Spielzeit Mark Hughes den Trainerposten. Auch unter dem neuen Trainer kam er nur unregelmäßig zum Einsatz. Dieser entschied daher, den im Sommer 2005 auslaufenden Vertrag nicht zu verlängern und ihn ebenso wie Craig Short abzugeben.
Neuer Klub Johanssons wurde Leicester City in der zweitklassigen Football League Championship. Mit dem Klub aus Zentralengland spielte er gegen den Abstieg in die Drittklassigkeit. Da sein Vertrag beim englischen Zweitligisten im Sommer 2007 auslief, interessierten sich mehrere schwedische Klubs wie AIK, Hammarby IF und IFK Göteborg im Frühjahr des Jahres für eine Verpflichtung des Abwehrspielers. Anfang Mai trat zudem der dänische Klub Brøndby IF in den Poker um den Innenverteidiger ein.

### Rückkehr nach Schweden
Am 21. Mai entschied sich Johansson zur Rückkehr nach Schweden und schloss sich seinem ehemaligen Jugendverein AIK an. Beim Traditionsverein aus Solna etablierte er sich an der Seite von Spielern wie Patrik Bojent, Mauro Iván Óbolo und Markus Jonsson auf Anhieb in der Stammformation. Im Laufe der Spielzeit 2007, in der er am 3. Juli (12. Spieltag) beim 2:0-Sieg im Heimspiel gegen Trelleborgs FF debütierte, verdrängte er den langjährigen Mannschaftskapitän Daniel Tjernström aus seinem Amt. Nachdem im folgenden Jahr unter Trainer Rikard Norling ein Platz im internationalen Wettbewerb verpasst worden war, kehrte er mit der Mannschaft unter dessen Nachfolger Mikael Stahre in die Erfolgsspur zurück. Nach einem 2:1-Auswärtssieg beim direkten Konkurrenten IFK Göteborg am letzten Spieltag der Spielzeit 2009 am 1. November des Jahres gelang der Gewinn des Lennart-Johansson-Pokals für den schwedischen Meistertitel, zu dem er in 29 Spieleinsätzen mit drei Saisontoren beigetragen hatte. Eine Woche später trafen die Mannschaften erneut aufeinander, nach einem 2:0-Erfolg durch Tore von Antônio Flávio und Mauro Iván Óbolo konnte Johansson als Spielführer den Pokal in die Höhe recken. Im Frühjahr des folgenden Jahres triumphierte er an der Seite von Tjernström, Sebastián Eguren, Walid Atta und Kenny Pavey erneut, als Antônio Flávio den Klub im Supercupen zu einem 1:0-Erfolg gegen IFK Göteborg schoss.
Kurz zuvor hatte Johansson seinen Vertrag bei AIK im Januar 2010 bis zum Jahresende 2013 verlängert. Die anschließende Spielzeit verlief nicht zuletzt aufgrund des Abgangs einiger Leistungsträger für den Klub weniger erfolgreich, da er in den Abstiegskampf rutschte. Nachdem zwischenzeitlich Björn Wesström den nach Griechenland gewechselten Meistertrainer Stahre vertreten hatte, rettete der Schotte Alex Miller den Verein vor dem Abstieg in die zweitklassige Superettan. Auch in der Spielzeit 2011 war er unumstrittener Stammspieler – lediglich nach einem Platzverweis und einer Gelbsperre verpasste er zwei Ligaspiele – und führte den Verein als Leistungsträger zurück in die Erfolgsspur. Die seit Jahresbeginn vom vormaligen Assistenztrainer Andreas Alm trainierte Mannschaft belegte am Saisonende hinter Triplegewinner Helsingborgs IF den zweiten Tabellenplatz und zog somit in die Qualifikationsrunden zur Europa League 2012/13 ein. Kurze Zeit später trieb er auch seine weitere Entwicklung neben dem Sportplatz voran und begann Ende November 2011 an der Seite von Anders Andersson, Marcus Lantz, Mattias Lindström und Tobias Linderoth in einem speziellen Kurs für Spieler mit mindestens fünf Jahren Profierfahrung eine Trainerausbildung beim schwedischen Verband. Am 18. Februar 2018 gab er seinen Rücktritt vom aktiven Fußball bekannt.